# Nora Sdun
Nora Sdun (geb. 1974) ist eine deutsche Verlegerin, Journalistin und Galeristin. Sie ist Mitgründerin des Verlags Textem und Mitherausgeberin des Magazins Kultur & Gespenster.

## Leben
Nora Sdun studierte zunächst Freie Kunst an der Hochschule für bildende Künste Hamburg, bevor sie ein Germanistikstudium anschloss. Während ihrer Studienzeit war sie mit ethnografischen Untersuchungen an ihrer Hochschule konfrontiert, denen sie kritisch gegenüberstand, da sie es als befremdlich empfand, selbst Gegenstand wissenschaftlicher Forschung zu sein.

## Wirken
Sdun war an der Gründung des unabhängigen Hamburger Textem-Verlags beteiligt. In einem Umfeld anhaltender wirtschaftlicher Herausforderungen, zu denen unter anderem steigende Papierpreise, schwindende mediale Aufmerksamkeit für unabhängige Verlage und der wachsende Einfluss großer Online-Händler gehören, setzt sich Sdun für eine lebendige, vielfältige Buch- und Verlagslandschaft ein. Neben ihrer verlegerischen Tätigkeit arbeitet sie als Journalistin, unterrichtet an der Hochschule für Künste Bremen und ist Mitherausgeberin des Magazins Kultur & Gespenster sowie der Schriftenreihe Kleiner Stimmungs-Atlas in Einzelbänden. Gemeinsam mit Sebastian Reuss betreibt sie zudem  eine Galerie in Hamburg, in der sie sich für experimentelle künstlerische Positionen einsetzt.